# Télévision locale Dolbeau-Mistassini
 (février 2019).
La Télévision locale Dolbeau-Mistassini est une chaîne de télévision communautaire de la région de Dolbeau-Mistassini dans la province de Québec au Canada.
Cette station a aussi porté le nom de Société d'Information Lac St-Jean.
Elle s'appelle Télé du Haut-du-Lac depuis 2018.

## Historique
La Télévision voit le jour en 1970 sous le nom de Télé-2. Au départ, c'est un groupe d'animateurs de l'ONF qui s'en occupe. Les équipements sont alors fournis par la Commission scolaire régionale Louis-Hémon et les émissions sont diffusées sur les ondes du Canal 2[réf. souhaitée].
À l'été 1972, la Commission Scolaire rappelle ses équipements parce qu'elle en a besoin pour des cours[réf. souhaitée]. La télévision doit donc diminuer sa programmation à 30 minutes d'émissions hebdomadaires. Après un certain temps et un manque de fonds pour acheter de nouveaux équipements, la télévision se voit dans l'obligation de fermer temporairement[réf. souhaitée].
En 1978, le club "Jouvenceau" reprend les rênes de la télévision locale pour quelques années. Il est difficile de trouver des bénévoles pour la faire fonctionner, les gens s'essoufflent et la Télévision ferme encore une fois[réf. nécessaire].
C'est en septembre 1991, sous le nom de Câble 2 Rives, que la Télévision revit. À la suite de circonstances incontrôlables, la télévision doit encore une fois cesser ses activités en 1995.
Un nouveau groupe de bénévoles redémarre la télévision en 1996, cette fois sous le nom de Société d'Information Lac St-Jean. Les émissions sont diffusées sur le canal 9. Depuis, la programmation varie entre 2 et 8 heures d'émissions originales par semaine[réf. souhaitée]. Le financement est le plus gros casse-tête des administrateurs[réf. souhaitée]. Les subventions et projets d'emploi sont les principales sources monétaires. L'achat des équipements sont fournies grâce aux subventions que le Ministère de la Culture, des Communications et de la Condition féminine du Québec a accordé à l'organisme.
La Société d'information du Lac St-Jean a à nouveau changé de nom pour devenir la Télé du Haut-du-Lac en 2018.

## Affiliations

### Fédération des TCA du Québec
La Télé du Haut-du-Lac est membre de la Fédération des télévisions communautaires autonomes du Québec (FTCAQ)